# Gunvor Guttorm
Gunvor Guttorm, född 28 juni 1958 i Karasjok i Norge, är en norsk-samisk konstvetare, konstnär och expert på duodji. 
Gunvor Guttorm växte upp i Karasjok och studerade ämnen som duodji, finska och samiska på bland andra Universitetet i Tromsø och Högskolen i Finnmark i Alta/Hammerfest. Hon tog 1993 magisterexamen i duodji på Statens lærerhögskole i forming i Oslo, samt disputerade 2003 på Universitetet i Tromsø på avhandlingen Duoji bálgát - en studie i duodji: kunsthåndverk som visuell erfaring hos et urfolk.
Hon har varit lärare i duodji, bland annat från 1994 på Samiska högskolan i Kautokeino. Hon blev 2010 professor i duodji på Samiska högskolan och var 2015–2019 rektor för denna.
Hon är bosatt i Jokkmokk och har två barn.